# Столяров, Александр Арнольдович
Алекса́ндр Арно́льдович Столяро́в (род. 12 октября 1953 года, Москва, СССР) — советский и российский философ и переводчик, специалист в области истории античной и средневековой философии. Доктор философских наук.

## Биография
В 1975 году окончил исторический факультет МГУ имени М. В. Ломоносова по кафедре истории древнего мира.
С 1976 года работает в Институте философии АН СССР (РАН), с 1997 года ведущий научный сотрудник сектора истории западной философии.
В 1983 году в Институте философии АН СССР защитил диссертацию на соискание учёной степени кандидата философских наук по теме «Проблемы свободы воли в раннесредневековой философии: Аврелий Августин» (специальность 09.00.03 — история философии).
В 1997 году в Институте философии РАН защитил диссертацию на соискание учёной степени доктора философских наук по теме «Философия стоической школы: основные проблемы становления и эволюции» (специальность 09.00.03 — история философии).
Член диссертационного совета Д.002.015.04 Института философии РАН по истории философии.
Один из авторов «Большой российской энциклопедии», «Новой философской энциклопедии», «Античная философия. Энциклопедический словарь» и «Этика. Энциклопедический словарь». Подготовил одного кандидата наук.
Главный редактор Историко-философского ежегодника (с 2023).

## Основные работы
Монографии
- Стоя и стоицизм. — М.: АО Ками Грyro, 1995. — 448 с.

Статьи
- Средневековый символизм // История философии. Запад-Россия-Восток. Книга первая. Философия древности и средневековья. — М.:Греко-латинский кабинет, 1995.
- Свобода воли : [арх. 20 декабря 2022] / А. А. Столяров (В греческой философии), А. В. Апполонов (Эпоха Реформации), Ю. Н. Попов (Эпоха Просвещения), Б. М. Величковский (В современной науке) // Румыния — Сен-Жан-де-Люз. — М. : Большая российская энциклопедия, 2015. — С. 556—557. — (Большая российская энциклопедия : [в 35 т.] / гл. ред. Ю. С. Осипов ; 2004—2017, т. 29). — ISBN 978-5-85270-366-8.